# Lac de Paneveggio
Le lac de Paneveggio, aussi appelé lac de Forte Buso, est un lac artificiel du Trentin, situé dans le val di Fiemme, dans la commune de Predazzo, dans le hameau de Paneveggio. 

## Description

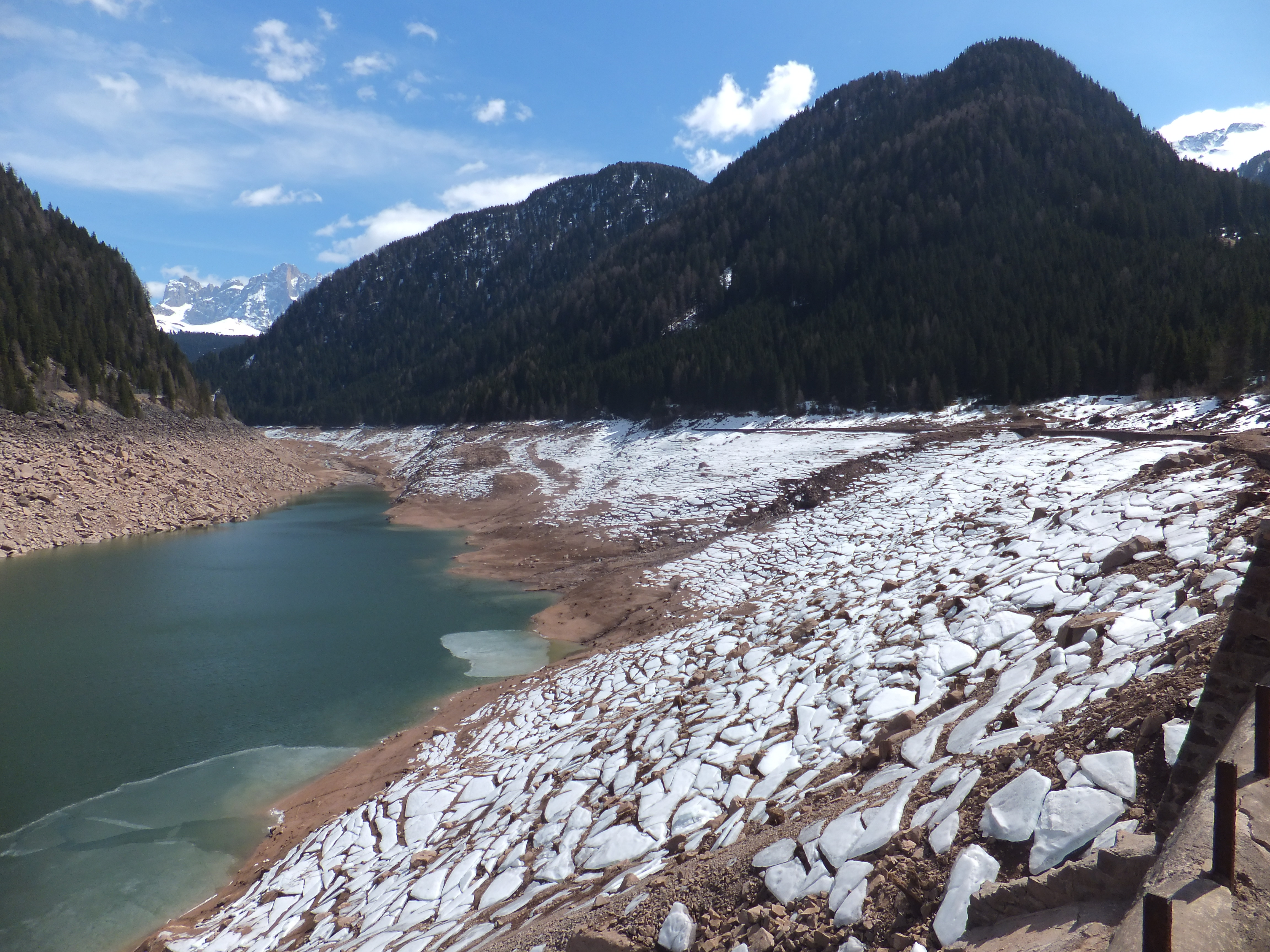
Le lac avec un niveau d'eau bas.

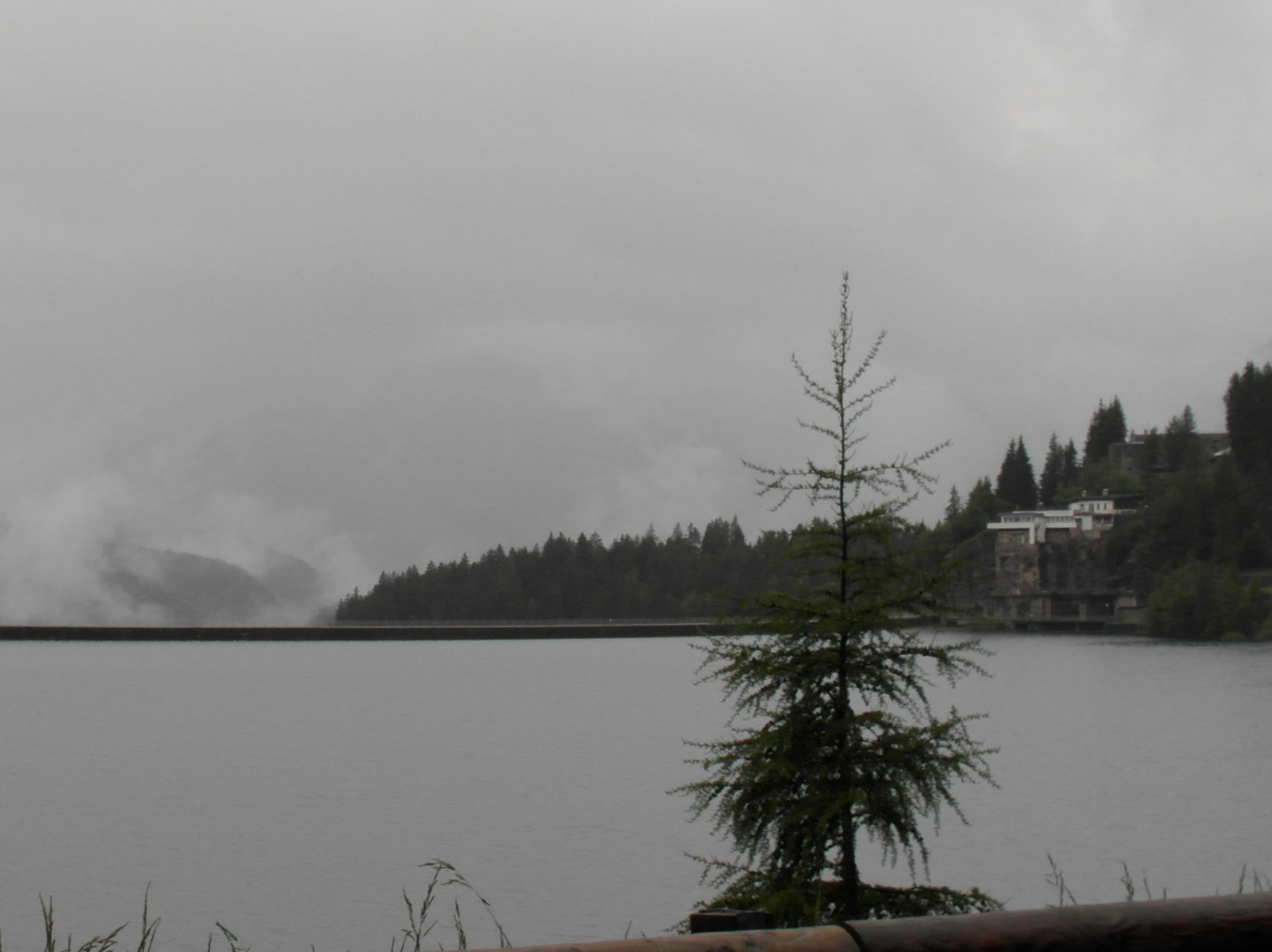
Vue du barrage.

C'est un lac artificiel, car il a été créé lors de la construction du barrage de Forte Buso en 1953. Le lac qui sert de bassin de retenue, a une capacité de 32,1 millions de m3. 

### Le barrage de Buso
Le barrage voûte de Forte Buso fait partie du complexe de barrages de Cismon Asta avec le barrage de Val Schener et alimente la centrale électrique de Caoria. Le bassin versant total est obtenu : de Trevignolo, des prises d'eau de Fiampellan, Vallaccia, Ceremana, Valon, Valonet, Laste, Cece et Valmaggiore.
Le barrage voûte est en béton, il mesure 321 m de longueur et 105 m de hauteur. 
Les premiers projets remontent à 1938 mais les traces ont été perdues, et à 1940. Les deux projets concernaient la construction d'un ouvrage audacieux et imposant en béton de type poids. Le deuxième projet a été approuvé et les travaux ont commencé mais ils ont été bloqués après seulement deux ans, à cause de la Seconde Guerre mondiale, lorsque les travailleurs, les équipements mécaniques et les explosifs ont manqué. Les traces de cette construction ne sont plus visibles, la zone tampon ayant été démolie lors de la construction du nouveau barrage. Le 3e projet, actuel, prévoyait la construction d'un barrage-poids voûte en béton. Bien qu'à l'époque les ressources financières étaient rares mais les besoins en électricité liés à la reconstruction du pays étant d'une tout autre nature, le projet a été approuvé et les travaux de construction ont commencé sur le lit du Torrent Travignolo en 1950 après avoir réalisé des travaux préliminaires pendant 2 années, financés par la compagnie privée d'électricité SMIRREL de Feltre, devenue depuis Primiero Energia puis ACSM SpA.

### La centrale hydroélectrique de Caoria
La centrale hydroélectrique de Caoria est située sur la commune de Canal San Bovo, dans la province de Trente. Elle a été mise en service en 1947. Elle est alimentée par le réservoir de Forte Buso.
Elle turbine l'eau du torrent Travignolo et de ses affluents Fiampellan, Canvere, Vallaccia, Valon, Valonat, Laste, Cece, Valmaggiore et Ceremana qui est acheminée par un tunnel de 11,1 km de 3,80 m² de section, garantissant un débit de 9 m3/s auquel viennent s'ajouter les eaux des rivières Val Sorda, Val Zanca, Miesnotta et Stuat.
Le tunnel est relié à la centrale électrique par une conduite forcée de 930 m de long et d'un diamètre variant de 2,16 à 1,00 m. La hauteur de chute globale est de 551 mètres.
Trois groupes sont installés dans la centrale :
- une turbine Pelton à axe horizontal de 12,66 MW marque DPEW,
- un alternateur triphasé de 14 MVA avec une tension de sortie de 9 kV, marque TIBB,
- un transformateur triphasé de 16 MVA, 9/130 kV, refroidissement ONAN, marque TIBB.

Au total, la centrale fournit une puissance de 39 MW et une production annuelle moyenne de 150 GWh.

## Tourisme et autres activités
De nombreuses écoles de la région restent environ une semaine pour étudier la structure du barrage et son environnement, qui fait partie du parc naturel Paneveggio - Pale di San Martino. 
Le lac est situé dans la vallée du ruisseau Travignolo, entre le Dossaccio et la Cime di Bragarolo, appartenant à la chaîne Lagorai. La route nationale SS.50 dans le tronçon qui relie le Passo Rolle à Bellamonte (it), longe la rive nord.